# Psilalcis ectocampe
Psilalcis ectocampe là một loài bướm đêm trong họ Geometridae.